# Synthecium rigidum
Synthecium rigidum is een hydroïdpoliep uit de familie Syntheciidae. De poliep komt uit het geslacht Synthecium. Synthecium rigidum werd in 1938 voor het eerst wetenschappelijk beschreven door Fraser. 